# Top Job
Top Job (Originaltitel: Ad ogni costo; deutscher Fernsehtitel Top Job – Diamantenraub in Rio, in der englischen Fassung unter dem Titel Grand Slam veröffentlicht) ist ein italienisch-spanisch-deutsches Heist-Movie von Giuliano Montaldo aus dem Jahr 1967. Die Hauptrollen sind neben Janet Leigh und Robert Hoffmann mit Klaus Kinski, Edward G. Robinson und Riccardo Cucciolla besetzt.

## Handlung
Der gutmütige Professor James Anders, ein US-Amerikaner, arbeitete 30 Jahre lang als Englischlehrer in Rio de Janeiro. Nach seiner Pensionierung plant er einen spektakulären Diamantenraub aus einem Bankgebäude, welches seiner Schule in Rio direkt gegenüberliegt, sodass er es in all den Jahren in Ruhe ausspionieren konnte. Anders bittet seinen Jugendfreund Mark Milford, der in New York zu einem Oberhaupt der organisierten Kriminalität aufgestiegen ist, ihm vier Männer zu empfehlen, die den Coup durchführen können, der während des Karnevals stattfinden soll. Von den von Milford genannten vier Männern ist jeder ein Experte auf seinem Gebiet: ein Safeknacker, ein Elektronikfachmann, ein Militärangehöriger mit Killerambitionen und ein Playboy, der sich an eine Bankangestellte heranmachen und ihr einen Schlüssel zum Tresorraum abnehmen soll.
In Rio treffen die ungleichen Männer aufeinander: Der herrische und hasserfüllte deutsche Ex-Militär Erich Weiss, der verklemmte und schüchterne Elektronikfachmann Agostino Rossi, der souveräne und kühle britische Safeknacker Gregg und der eitle und arrogante Playboy Jean-Paul Audry. Ihr Verhältnis untereinander ist von Anfang an angespannt, dennoch laufen die Vorbereitungen im Stil eines klassischen Heist-Movies, auch wenn sich der Playboy zunächst etwas schwer tut, einen Zugang zu der verhärmten Mary Ann Davis zu finden. Die Männer müssen bei ihren Vorbereitungen allerdings feststellen, dass die Bank ein hochmodernes in seiner Art völlig neuartiges Alarmsystem namens Grand Slam 70 eingebaut hat, das auf Geräusche reagiert. Auch wenn die Schwierigkeiten zunächst kein Ende zu nehmen scheinen, gelingt der Einbruch wie geplant. Auf ihrer Flucht werden die Gangster dann von der Polizei angehalten, wobei Gregg den Tod findet. Jean-Paul wird von Erich zusammen mit dem toten Gregg im Auto eine Klippe hinuntergestoßen, wobei der Wagen in Flammen aufgeht. Kurz darauf erwischt es auch Agostino ebenso wie Erich, der von Milford niedergestreckt wird, der die Diamanten für sich allein haben will. Die Überraschung ist jedoch groß, als er den Koffer öffnet und dieser leer ist.
In Rom gibt es ein Wiedersehen zwischen Prof. Anders und Mary Ann Davis. Wie sich herausstellt, hatte der Professor mit ihrer Hilfe alles so geplant und vorausgesehen, wie es dann eingetreten ist. Die junge Frau konnte in einem Moment, da die Polizei nicht genau hingesehen hatte, die Koffer vertauschen und so die Diamanten an sich bringen. Ein Moment der Unachtsamkeit genügt dann allerdings zwei Dieben auf einem Motorrad, den Koffer nun ihrerseits zu stehlen.

### Geschnittene Deutsche Fernsehfassung mit verfälschtem Ende
In der deutschen Fernsehfassung ist die Schlussszene mit dem Motorraddiebstahl herausgeschnitten. Die veränderte Schnittfolge erweckt den Eindruck, dass der Beutezug gelungen ist und Prof. Anders und Mary Ann Davis sich über den gelungenen Coup freuen. In einer späteren DVD-Veröffentlichung ist die Schlussszene in der ungekürzten Originalfassung zu sehen.

## Produktionsnotizen, Veröffentlichung
Produktionsfirmen waren Jolly Film S.r.l. (Rom), Coral Producciones Cinematograficas (Madrid) und Constantin Film GmbH (München). Die Produktionsleitung lag bei Giorgio Serino (Italien) und Valentin Sallent (Spanien). Die Gesamtproduktion überwachte laut englischem Vorspann der spätere Filmregisseur Massimo Dallamano. Premiere hatte der 1966 entstandene Film am 28. September 1967 in Italien. In der Bundesrepublik Deutschland lief er am 6. Januar 1968 an, in Österreich am 26. Januar 1968 unter dem Titel Meisterstück für Diamantenmarder. In Westdeutschland wurde teilweise auch der Titel Um jeden Preis (it. Ad ogni costo) verwendet. Im Fernsehen wurde Top Job erstmals am 28. Februar 1981 vom ZDF ausgestrahlt. In Spanien lief der Film ab dem 21. April 1969 unter dem Titel Diamantes a go-gó.
Am 24. September 2010 erschien der Film auf DVD, herausgegeben von der Koch Media GmbH.

## Kritiken
Das Lexikon des internationalen Films bescheinigte Top Job, „ein geschickt und spannend inszenierter Krimi“ zu sein, „raffiniert konstruiert und glänzend gespielt“.
mymovies.it hielt den Film für „wenig originell und ziemlich kommerziell, aber dank eines guten Drehbuchs und guter Schauspielführung auf gutem Niveau“. ComingSoon.it würdigte die „ordentliche Regie des progressiven Montaldo, die noch nicht intellektuell überfrachtet“ sei.
Cinema sah einen „Thriller in bester Rififi-Tradition mit Musik von Ennio Morricone“ und befand weiter: „Romantische, exotische Locations, viel Sixties-Flair und internationale Starpower machen diese Euro-Co-Produktion zum kurzweilig-trivialen Spaß.“ Fazit: „Schöner Abenteuerausflug zum Zuckerhut“.

## Synchronisation
- Janet Leigh: Eleonore Noelle
- Robert Hoffmann: Robert Hoffmann
- Klaus Kinski: Klaus Kindler
- Edward G. Robinson: Werner Lieven
- George Rigaud: Harald Leipnitz
- Adolfo Celi: Herbert Weicker